# Кіммсвік (Міссурі)
Кіммсвік (англ. Kimmswick) — місто (англ. city) в США, в окрузі Джефферсон штату Міссурі. Населення — 133 особи (2020).

## Географія
Кіммсвік розташований за координатами 38°21′56″ пн. ш. 90°21′53″ зх. д. / 38.36556° пн. ш. 90.36472° зх. д. (38.365574, -90.364678).  За даними Бюро перепису населення США в 2010 році місто мало площу 0,61 км², уся площа — суходіл.

## Демографія
Згідно з переписом 2010 року, у місті мешкало 157 осіб у 56 домогосподарствах у складі 41 родини. Густота населення становила 259 осіб/км².  Було 68 помешкань (112/км²).
Расовий склад населення:
| - 90,4 % — білих - 6,4 % — азіатів - 1,3 % — чорних або афроамериканців |

До двох чи більше рас належало 1,9 %. Частка іспаномовних становила 1,3 % від усіх жителів.
За віковим діапазоном населення розподілялося таким чином: 26,8 % — особи молодші 18 років, 64,3 % — особи у віці 18—64 років, 8,9 % — особи у віці 65 років та старші. Медіана віку мешканця становила 32,5 року. На 100 осіб жіночої статі у місті припадало 84,7 чоловіків;  на 100 жінок у віці від 18 років та старших — 85,5 чоловіків також старших 18 років.
Середній дохід на одне домашнє господарство  становив 65 809 доларів США (медіана — 59 375), а середній дохід на одну сім'ю — 79 043 долари (медіана — 66 250). За межею бідності перебувало 9,8 % осіб, у тому числі 13,2 % дітей у віці до 18 років та 13,3 % осіб у віці 65 років та старших.
Цивільне працевлаштоване населення становило 76 осіб. Основні галузі зайнятості: роздрібна торгівля — 21,1 %, транспорт — 17,1 %, фінанси, страхування та нерухомість — 13,2 %, освіта, охорона здоров'я та соціальна допомога — 13,2 %.